# Stara Kraśnica (przystanek kolejowy)
Stara Kraśnica − nieczynny przystanek osobowy w Starej Kraśnicy, w Polsce, w województwie dolnośląskim.